# Arctosmittia biserovi
Arctosmittia biserovi är en tvåvingeart som beskrevs av Zelentsov 2006. Arctosmittia biserovi ingår i släktet Arctosmittia och familjen fjädermyggor. Inga underarter finns listade i Catalogue of Life.